# Rafiga (inslagkrater)
Rafiga is een inslagkrater op de planeet Venus. Rafiga werd in 1997 genoemd naar Rafiga, een Azerbeidzjaanse meisjesnaam.
De krater heeft een diameter van 5,7 kilometer en bevindt zich in het quadrangle Atalanta Planitia (V-4).